# Алі аль-Кушчі
Ала ад-Дін Алі ібн Мухаммед (1403 — 16 грудня 1474), відомий як Алі аль-Кушчі (османська турецька علی قوشچی; лат. Ali Kushgii) — теолог, юрист, астроном, математик і фізик, який працював у Тимуридській та Османській імперіях. Учень Улугбека і співавтор його Гурганського зіджу. Особливо відомий наданням емпіричних доказів обертання Землі у своєму трактаті «Про можливу залежність астрономії від філософії».

## Біографія

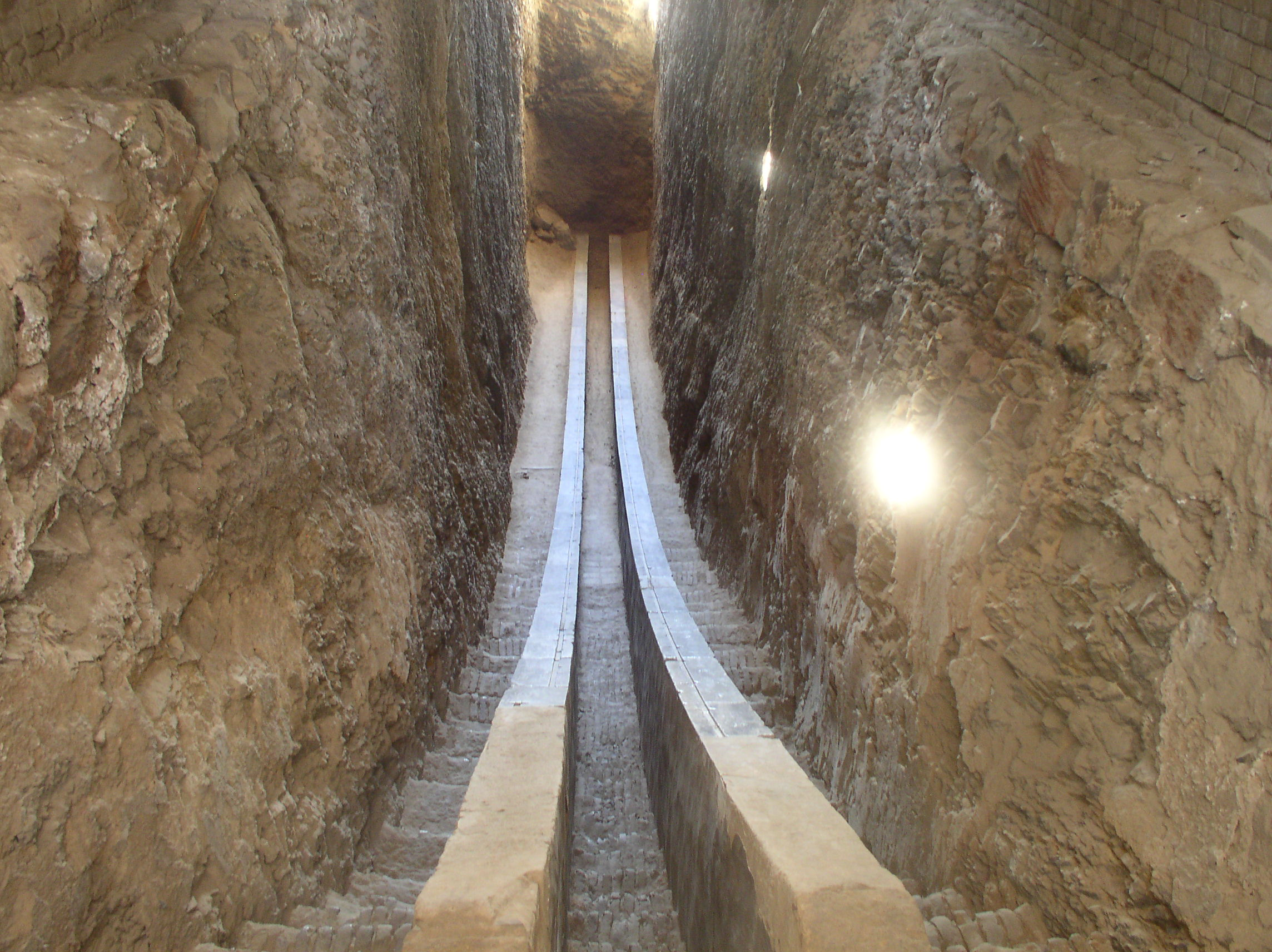
Обсерваторія Улугбека — пам'ятка кар'єри Алі аль-Кушчі

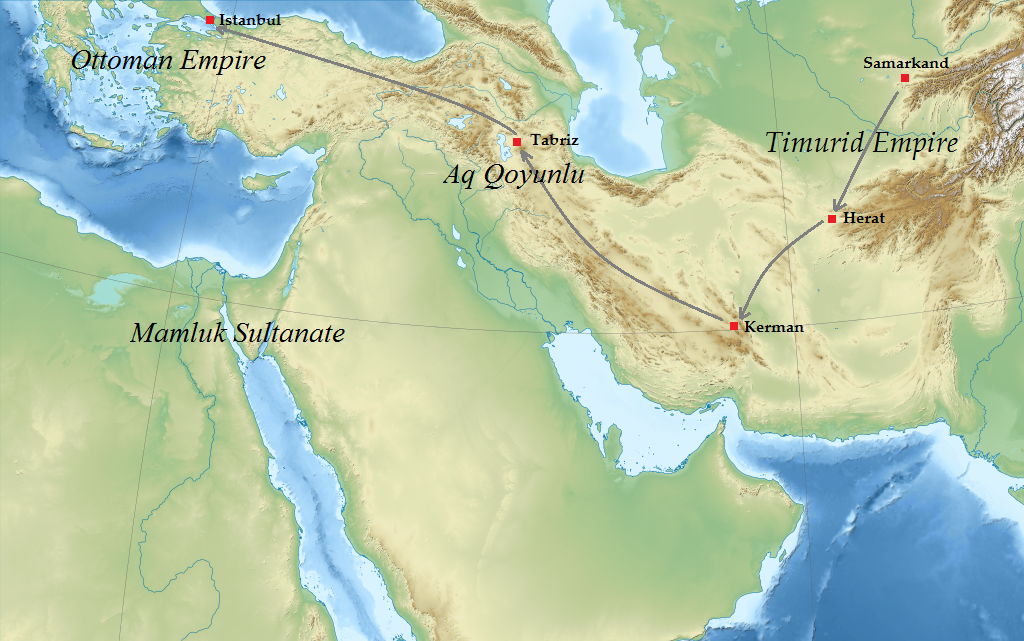
Подорож аль-Кушчі до Османської імперії.

Алі аль-Кушчі народився в 1403 році в місті Самарканд, на території сучасного Узбекистану. Його повне ім'я при народженні було Ала ад-Дін Алі ібн Мухаммед аль-Кушчі. Остання частина імені, Кушчі, походить від турецького слова kuşçu — «сокільник» — через те, що його батько був королівським сокільником Улугбека. Джерела вважають його тюрком або персом.
Він вчився у Каді Заде аль-Румі, Джамшида аль-Каші та Муїна ад-Діна Каші. Він переїхав до Кермана (в теперішньому Ірані), де провів дослідження штормів в Оманській затоці, а також закінчив свою роботу «Пояснення періодів Місяця». Далі переїхав до Герата і в 1423 році навчав там астрономії Моллу Камі, а потім повернувся до Самарканда. Там він представив свою роботу про Місяць Улугбеку, який знайшов її настільки захоплюючою, що прочитав всю роботу, стоячи. Улугбек призначив аль-Кушчі в свою обсерваторію, і він там працював до самої смерті Улугбека.
Після вбивства Улугбека аль-Кушчі відправився в Герат, Ташкент, а потім в Тебриз, де близько 1470 року правитель держави Ак-Коюнлу Узун-Хасан послав його делегатом до османського султана Мехмеда II. В Стамбулі він прожив до самої смерті, написавши тут ряд робіт перською та арабською мовами. Його онук Мірім Челебі також став відомим математиком і астрономом.

## Внесок в астрономію

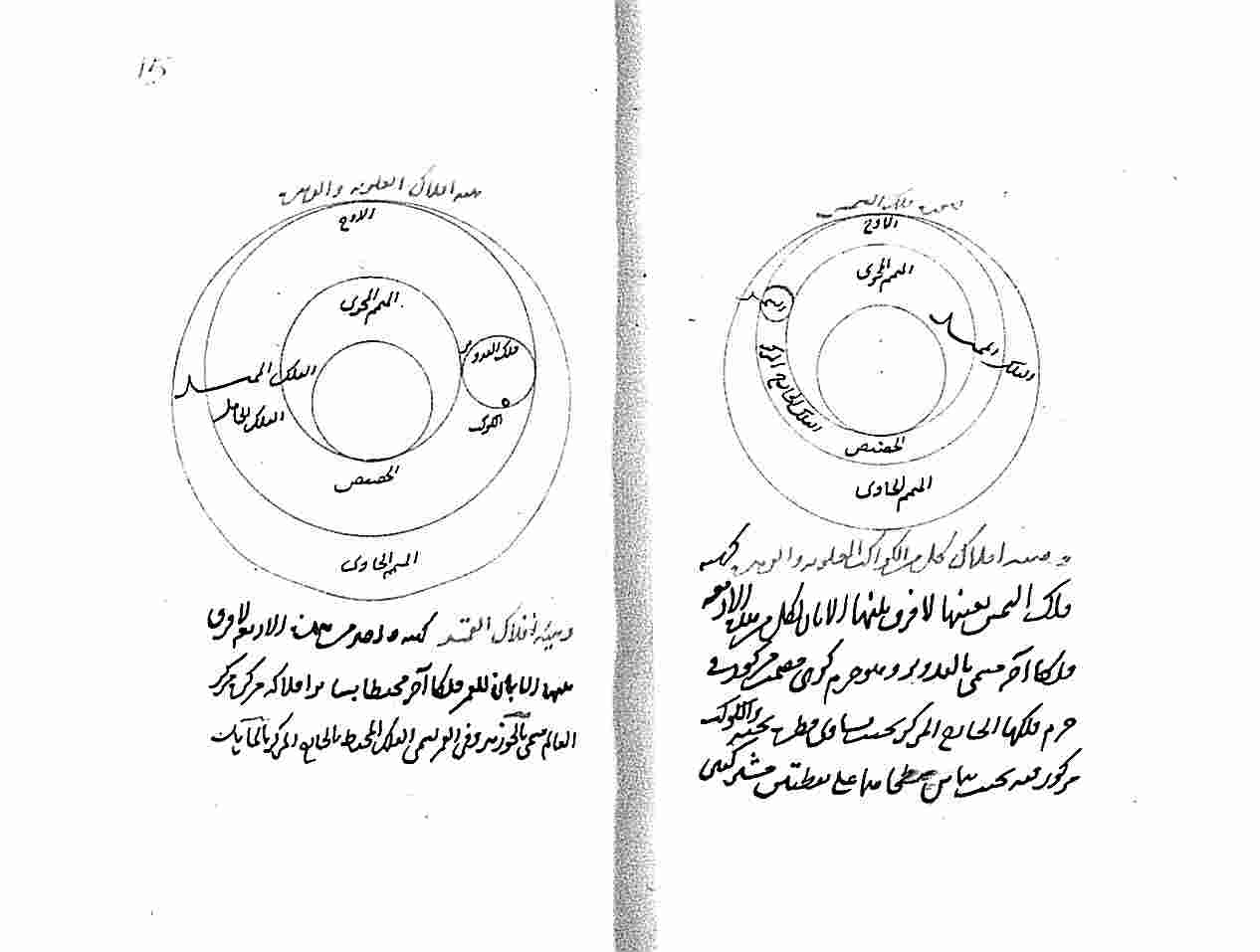
Аркуші з наукових праць Алі аль-Кушчі.

Кушчі вдосконалив планетарну модель Насіра ад-Діна аль-Тусі та представив альтернативну модель руху Меркурія. Як член дослідницької групи Улугбека в Самаркандській обсерваторії, аль-Кушчі долучився до створення Гурганського зіджу. Також він написав дев'ять праць з астрономії, дві з них перською мовою та сім арабською. Латинський переклад двох праць аль-Кушчі, «Трактату з арифметики» та «Трактату з астрономії», був опублікований Джоном Грівзом у 1650 році.

### Робота «Про можливу залежність астрономії від філософії»
Найважливішою астрономічною роботою аль-Кушчі є «Про можливу залежність астрономії від філософії». Під впливом ісламських теологів, які виступали проти втручання арістотелізму в астрономію, аль-Кушчі відкинув фізику Арістотеля та повністю відокремив натурфілософію від ісламської астрономії, сприймаючи астрономію як суто емпіричну та математичну науку. Це дозволило йому дослідити модель руху Землі як альтернативу аристотелівському уявленню про нерухому Землю (хоча Емілі Севідж-Сміт стверджує, що жоден ісламський астроном не запропонував геліоцентричного Всесвіту). Він знайшов емпіричні докази обертання Землі за допомогою своїх спостережень за кометами та дійшов висновку на основі емпіричних даних, а не спекулятивної філософії, що теорія рухомої Землі не менш вірогідна, ніж теорія нерухомої Землі.
Його попередник аль-Тусі раніше усвідомлював, що «одноманітність падаючих тіл і однорідність небесних рухів», хоча він все ще покладався на арістотелівську фізику, щоб отримати «певні принципи, які тільки натурфілософи могли надати астроному». Аль-Кушчі розвинув цю концепцію далі і запропонував, що «астроном не потребу арістотелівської фізики й фактично повинен встановити свої власні фізичні принципи незалежно від натурфілософів». Разом із запереченням концепції Арістотеля про нерухому Землю аль-Кушчі припустив, що астрономам не потрібно дотримуватися арістотелівських уявлень про те, що небесні тіла рівномірно рухаються коловими орбітами.
Робота аль-Кушчі була важливим кроком у бік відходу астрономії від арістотелівської фізики. Це вважається «концептуальною революцією», яка не мала прецедентів у європейській астрономії до коперніканської революції XVI століття. Погляди аль-Кушчі на рух Землі були подібні до пізніших поглядів Коперника, але невідомо, чи перший мав якийсь вплив на останнього. Можливо, вони обидва дійшли подібних висновків, використовуючи більш ранню роботу Насіра ад-Діна ат-Тусі. Ця гіпотеза підтверджується подібністю між запереченнями «доказів» Птолемея нерухомості Землі в трактаті Коперника «Про обертання небесних сфер» і аналогічними запереченнями в «Тадкірі» аль-Тусі.